# Vaccinium myrtillus

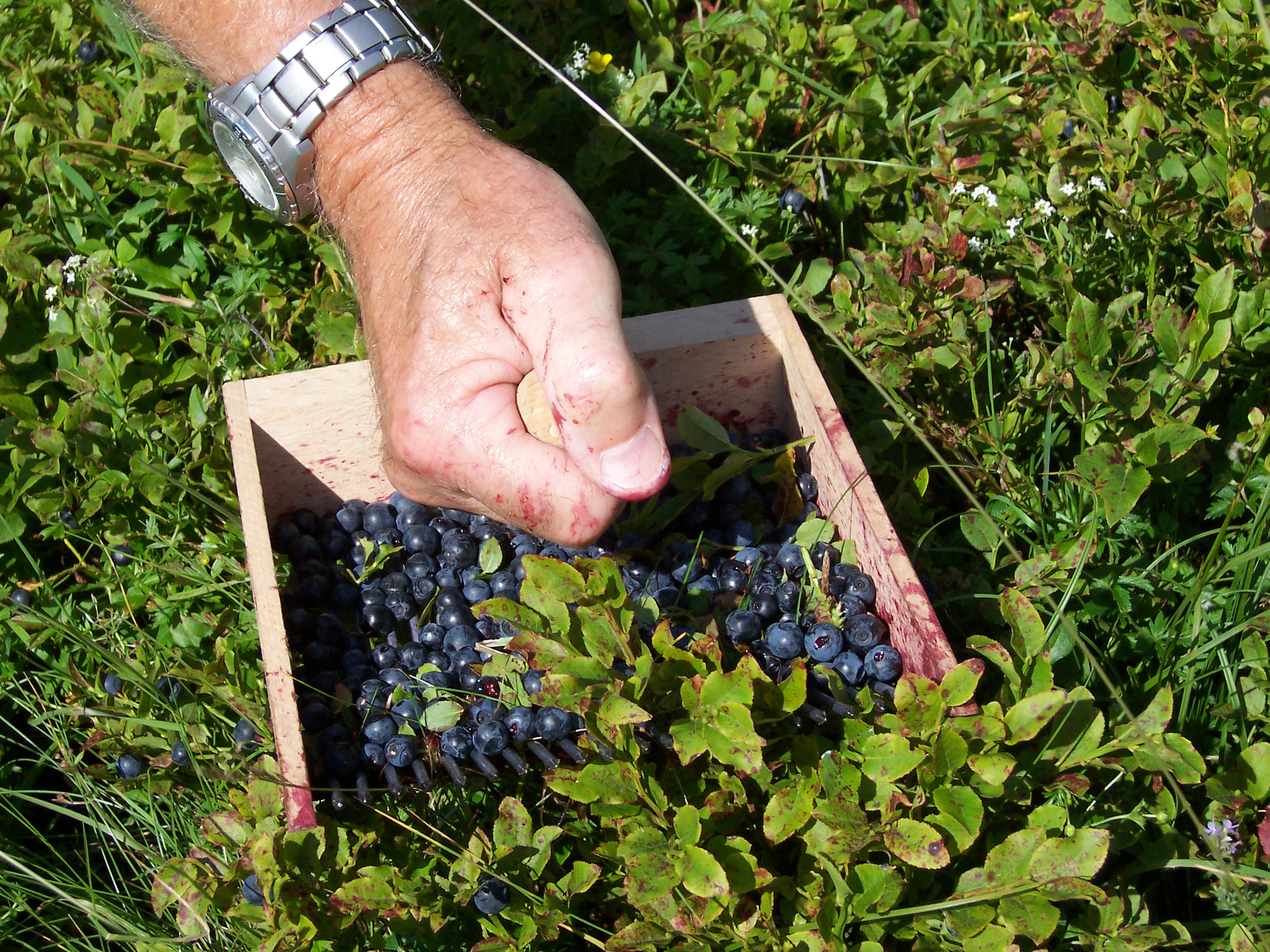
Recolección de Vaccinium myrtillus en los montes de Cantal (Francia)

Vaccinium myrtillus, llamado comúnmente arándano silvestre o mirtilo, es una planta de la familia de las Ericáceas que da unas pequeñas bayas comestibles.

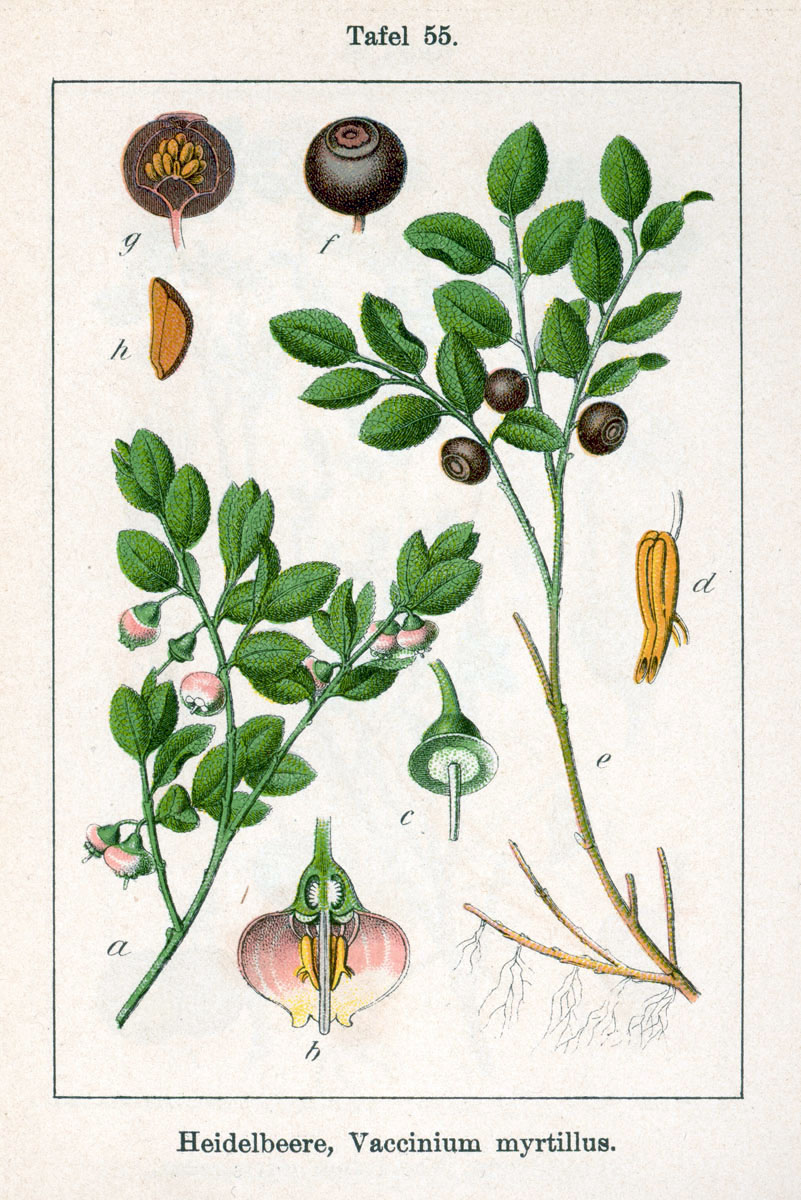
Ilustración

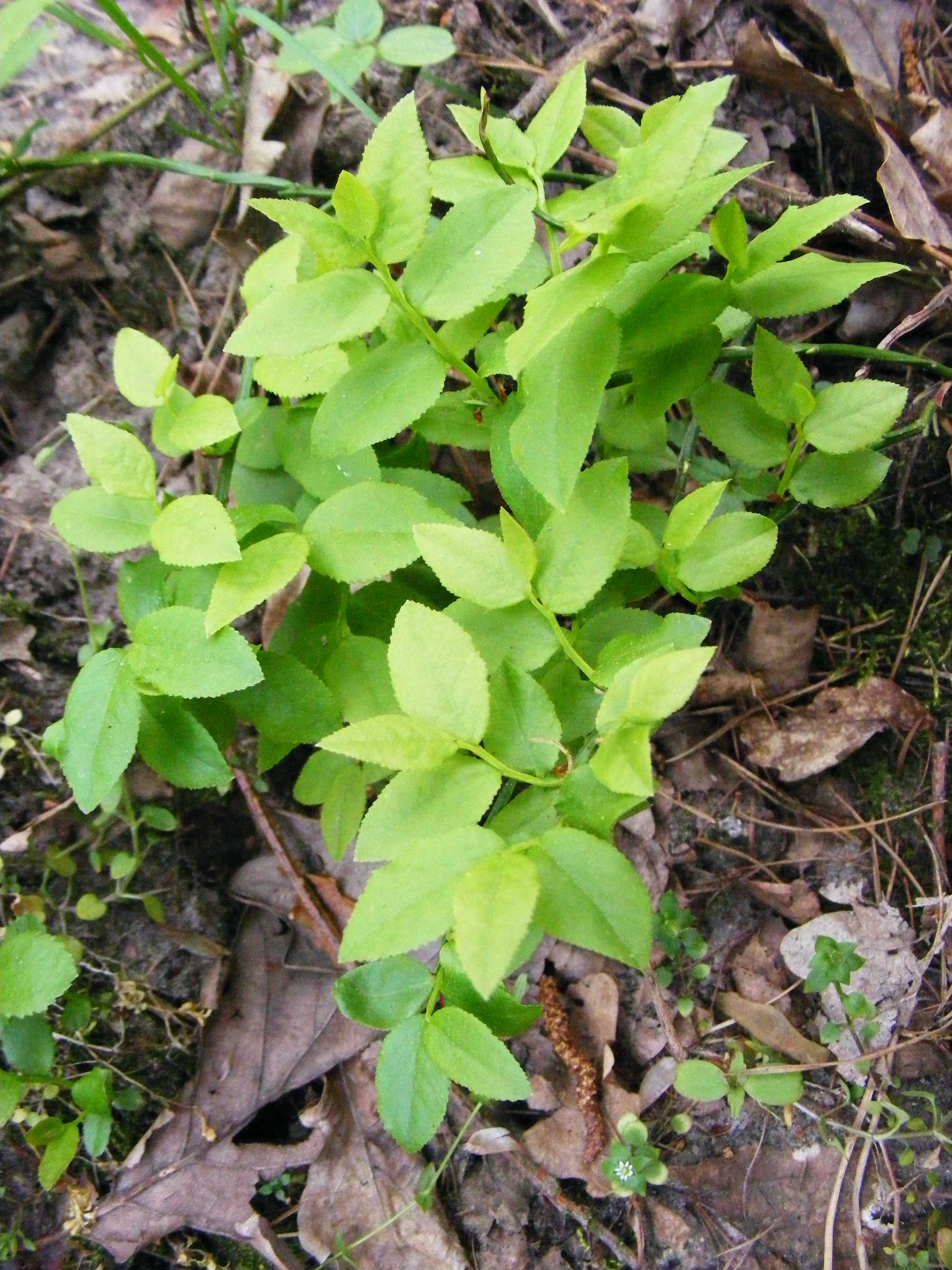
Vista de la planta

## Descripción
- Pequeño arbusto caducifolio de hasta 1 m de altura. Ramas verdes angulosas y enderezadas. Las hojas son ovales, alternas, coriáceas, de color verde claro o algo amarillentas, con los márgenes finamente dentados, caducas y con peciolo corto. Las flores son insignificantes, de color verde rosado, con cinco pétalos y sépalos, se producen aisladas o de dos en dos axilares en racimos colgantes. El fruto es una baya de color negro azulado de sabor agradable y agridulce.

## Distribución y hábitat
- Es originario de las zonas septentrionales de Europa, Norteamérica y Asia. Crece en los sotobosques de montaña, suelos ácidos, turberas y bosque de coníferas.

## Producción mundial
| Principales productores de arándano (2018) (toneladas) | Principales productores de arándano (2018) (toneladas) |
| ------------------------------------------------------ | ------------------------------------------------------ |
| Estados Unidos                                         | 255 050                                                |
| Canadá                                                 | 164 205                                                |
| Perú                                                   | 94 805                                                 |
| España                                                 | 43 516                                                 |
| México                                                 | 40 251                                                 |
| Polonia                                                | 25 301                                                 |
| Alemania                                               | 12 764                                                 |
| Portugal                                               | 10 638                                                 |
| Países Bajos                                           | 10 257                                                 |
| Francia                                                | 9127                                                   |

Fuente FAO (Suma de todo tipo de arándanos azules 'blueberries')

## Principios activos
- Las hojas son ricas en hierro y manganeso, así como en ácidos orgánicos (benzoico, málico, succínico, cítrico, quínico...).
- El fruto contiene taninos, mirtilina, azúcares y pectina.[3]
- El fruto contiene flavonoides.

## Usos culinarios
Al igual que otras especies de arándanos, tales como el Vaccinium corymbosum. (arándano azul común), los frutos de esta especie se pueden consumir frescos. También se utilizan para hacer zumos y mermeladas y salsas. Son la base de numerosas recetas de repostería y licores.

## Propiedades
- Astringente por su tanino.
- Tónico, antiséptico, antidiarreico, hipoglucemiante.
- Tiene vitamina P, por lo que se usa en problemas de circulación y en afecciones vasculares del ojo.
- El abuso en su consumo puede producir intoxicación por hidroquinona.

## Taxonomía
Calicotome spinosa fue descrita por Carlos Linneo y publicado en Species Plantarum 1: 349-350. 1753.
Citología
Número de cromosomas de Vaccinium myrtillus (Fam. Ericaceae) y táxones infraespecíficos: 2n=20
Etimología
Ver: Vaccinium
myrtillus: epíteto latino diminutivo que significa "mirtillo", "pequeño mirto".
Sinonimia
- Vaccinium   myrtillus   var.   leucocarpum Hausm.   1852
- Vaccinium myrtillus var. anomalum Rouy 1908
- Vitis-Idaea myrtillus (L.) Moench 1794
- Vaccinium montanum Salisb. 1796
- Vaccinium angulosum Dulac 1867
- Myrtillus sylvatica Drejer 1838
- Myrtillus nigra Gilib.[8]
- Myrtillus sylvaticus Drejer
- Vaccinium myrtillus var. minoriflora Sennen & Elías in Sennen[9]

## Nombres comunes
- Castellano: anabia, anavia, arandanera, arándano, arandaño, arandeira, arandilla, arando, arañón, argoma, arráspano, caramiña, caramina, manzanilleta, méndero, meruéndano, mirtillo, mirtilo, mirtilos, mortiños, murtilo, navia, obi, oliveta de puerto, raspanera, raspaneta, raspanicera, raspaniza, raspanorio, raspona, rasponera, ráspano, ráspano negro, ráspanu, uva do monte.[9]